# Дора Страту

Дора Страту

Дора Страту (грец. Δώρα Στράτου, 1903, Афіни — 20 січня 1980) — грецький хореограф, яка здійснила значний вплив на постановку грецьких народних танців та навіть грецьку народну музику. Засновниця Товариства грецького танцю, нині імені Дори Страту. Сучасне грецьке театральне мистецтво танцю завдячує своїм оформленням Дорі Страту.

## Біографія
Дора Страту народилась в родині Марії Короміли і Ніколаоса Стратоса, грецького політика (член Грецького парламенту, також тимчасово виконував обов'язки прем'єр-міністра Греції 1922 року). Дора також мала брата Андреаса Стратоса.
Вона навчалась у музичній школі за класом гри на фортепіано, танцю та театру в Афінах. Після страти батька 1922 року, визнаного винним у Катастрофі 1922 року, Дора Страту разом з матір'ю впродовж 10 років мешкали за кордоном (в Берліні, Парижі, Нью-Йорку), де вона продовжувала вчитися й надалі.
1932 року вона повернулася до Греції, де Каролос Кун допоміг їй відкрити свій театр. За ініціативи королеви Греції Фредеріки Ганноверської Дорі Старту доручено заснувати школу грецьких народних танців. Завдяки цій школі створені танцювальні колективи та професійні постановки багатьох національних грецьких танців, які неодноразово виїжджали за кордон на гастролі.
1965 року за ініціативи Дори Страту невеликий відкритий театр на пагорбі Філопаппу, де відтоді влітку щовечора проводились танцювальні вечори. 1979 року Дора Страту в Афінах надрукувала навчальний посібник, присвячений викладанню техніки грецьких народних танців. Впродовж багатьох років вона співпрацювала із Сімоном Каррасом та іншими грецькими етномузикознавцями, підтримуючи традицію вивчення грецького танцю, народного костюму тощо.